# سد میل
سد میل (به اسپانیایی: Central hidroeléctrica Miel I) یک نیروگاه برقابی در کلمبیا است که در Norcasia, Caldas واقع شده‌است.